# 제11회 대한민국국제청소년영화제
제11회 대한민국국제청소년영화제는 2011년 12월 14일에 열린 시상식이다.

## 수상 및 후보

### 단체상 - 대상
- 나쁜 사마리아인들 - 양익제 수상
- 마네킹 - 이소현 수상
- 엄마 - 윤은혜 수상

### 단체상 - 금상
- 큐라백작의 임플란트 - 복상호 수상
- 새 신을 신고 - 김연정 외 3명 수상
- 친구의 덫 - 김나영 수상

### 단체상 - 은상
- 나인틴 나인티나인 - 김원석 수상
- 피아니스트 - 김은혜 수상
- 왈가닥 불량천사 - 김윤경 수상

### 단체상 - 동상
- 작전 - 이기용 수상
- 우르르쾅쾅 크림치즈 - 김미현 수상
- 오늘은 무슨날? - 박선용 수상
- Alone - 박준흥 외 2명 수상
- 학교에서 노숙해봤어? - 현나경 수상
- 짝짝이 신발 - 조대원 수상

### 단체상 - 장려상
- 엄마가 오는 날 - 김영규 수상
- 그들은 대화중 - 이민아 수상
- 십시일반 - 김초혜 수상
- 사(교)육 - 정선영 수상
- 자전거 - 조남현 수상
- 생겻다 - 김수림 수상
- 마이 대디 - 김진영 외 1명 수상
- 우리 엄마가 최고야 - 황효리 수상
- 행복을 만들어주는 뉴스 - 이미진 수상

### 최우수 연출상
- 내동생 - 이지우 수상

### 우수 연출상
- 낙원 - 문지회 수상

### 최우수 연기상
- 미숙아 - 이은비 수상

### 우수 연기상
- 내 아들은 - 이상우 수상

### 최우수 조명상
- 오늘 그 놈이 나와 - 문명환 외 1명 수상

### 우수 조명상
- 나쁜 사마리아인들 - 정인선 수상

### 최우수 기획상
- 마네킹 - 이소현 수상

### 우수 기획상
- 그들은 대화중 - 이민아 수상

### 최우수 편집상
- 오늘은 무슨날? - 박선용 수상

### 우수 편집상
- 창우동 굴다리 - 황태성 수상

### 최우수 촬영상
- 큐라백작의 임플란트 - 김정호 수상

### 우수 촬영상
- 뜨거운 초콜릿 - 김형구 수상

### 최우수 음악상
- 페르소나 - 이윤인 수상

### 우수 음악상
- 셀렉션 - 황영식 수상

### 최우수 각본상
- 더 타임 - 구동완 수상

### 우수 각본상
- 맑은 여름이 돌아왔습니다 - 윤영돈 수상

### 인기영화인 - 대상 영화감독부문
박찬욱 수상

### 인기영화인 - 대상 원로배우
이순재 수상

### 인기영화인 - 대상 남자배우
원빈 수상

### 인기영화인 - 대상 여자배우
이민정 수상

### 인기영화인 - 대상 여자신인배우
강소라 수상

### 인기영화인 - 대상 남자아역배우
왕석현 수상

### 상영작
- 학교에서 노숙해봤어? - 현나경
- 왈가닥 불량천사 - 김윤경
- 마법도구 이야기 - 강병혁 외 4명
- 엄마 - 윤은혜
- 우리 엄마가 최고야 - 황효리
- 에피소드 - 권선영
- 얼론 - 박연
- 혈투 - 박웅수
- 새 신을 신고 - 황수빈 외 3명
- Uprising - 오상엽
- ●REC - 재갈 원
- 그림그리기 좋은 날 - 박예빈 외 2명
- 시나브로 - 김혜빈
- 사거리 - 김수랑
- 달을 쫓는 아이 - 손지황
- A late letter - 강태영
- The Clock - 차주혜
- 마네킹 - 이소현
- TEA - 유태상
- 소주는 사랑을 싣고 - 최지완
- 소꿉장난 - 김예지
- 창우동 굴다리 - 황태성
- 낙원 - 문지회
- THE TIME - 구동완
- Selection - 황영식
- 꿈★은 이루어진다 - 김남경
- Persona - 문솔민
- 흔들리는 교실 - 남유정
- 쫀쫀이 - 유준상
- 잠 - 심지용
- 그냥 하고 싶은 것들 - 심지용
- 난 지금 대학에 가고 싶지 않아 - 김민정 외 1명
- 3월(March) - 장혜민
- 구토유발자들 - 김관용
- 미숙아 - 배우리
- 제자리 - 김다현
- Endless Possibility - 김주현
- 우산 - 지영서
- 무지개 너머 꿈 - 전인식
- 3대로 - 고하림
- 오늘은 무슨날? - 박선용
- 대화의 사이 - 노고현
- 피아니스트 - 김은혜
- 자전거 - 조남현
- 사(교)육 - 정선영
- Iknow - 김효원
- 종이비행기 - 조가예
- 생겼다 - 김수림
- 뜨거운 초콜릿 - 이지은 외 2명
- 치키치키 - 이성균
- 피할 수 없는 길 - 유진훈
- 작전 - 이기용
- 끝에서부터 - 황예리
- 아들을 위하여 - 신승진
- 기다려,줄게 - 문인수
- 엄마가 오는 날 - 김영규
- 큐라백작의 임플란트 - 복상호
- 그들은 대화중 - 이민아
- 십시일반 - 김초혜
- 산으로 간 이야기 - 문인수
- 제자리 - 최종대
- 나쁜 사마리아인들 - 양익제
- 누군가의 순간(Someone's Moment) - 권예진
- 우르르 쾅쾅 크림치즈 - 김미현
- 욕쟁이할머니 - 고은설
- 해밀 - 송내리
- 열쇠수리공,은유곤 - 양지혜
- 오늘 그 놈이 나와 - 김성우
- 모던 패밀리 - 김문경
- 나인틴 나인티나인 - 김원석
- 필름 없어 (It has no film) - 김재민
- 내 아들은 - 김정우
- 일장춘몽 - 지현철
- 아름다운 강산 - 김헌
- 오후 12시 (Pm 12:00) - 구인회
- 고스트 - 이정진
- 서울특별시 외계인 - 김초혜
- 텅 빈 시간 - 최승원
- 사람, 그 가벼움에 대하여 - 변해운
- 맑은 여름이 돌아왔습니다. - 윤영돈
- Gallery - 유영주
- 베란다 Break - 서명근
- 운전수업 - 최재영
- 타나토스 - 박승민
- 나의 순정씨 - 안평윤
- PERSONA - 양진호
- 사랑과 우정사이 - 안근영
- Seiren (세이렌) - 김정호
- Break Time (쉬는시간) - 김정호
- 마 샹브르 - 정인선
- 음악실의 행복문 - 김세연
- 행복을 만들어주는 뉴스 - 이미진
- 짝짝이 신발 - 조대원
- 투명인간 - 최오선
- 마이 대디 - 김진영 외 1명
- 엄마, 고마워요 - 김나영
- 친구의 덫 - 김나영
- 골든룰 - 이하연 외 1명
- 콩 - 정해진
- 절도범 - 이우주
- 부처핸접! - 홍민주 외 2명
- 1% 파이터 - 강민건
- 트라우마를 때려라 - 권한슬
- 불청객 - 유하린 외 2명
- 내 동생 (My Sister) - 이지우
- 편지 - 이비안 외 1명
- GIFT - 황태성 외 1명
- 로즈마리 - 한송이
- 행복과 환상사이 - 양욱
- 피자, 외계인 그리고 복수 - 강대호
- 안녕! 다이어트 - 박미라
- 마음 뺏기다 - 신주희
- 새로 사귄 친구 - 권지현